# 圣热里-韦尔
圣热里-韦尔（法語：Saint-Géry-Vers）是法国洛特省的一个市镇，位于该省中南部，属于卡奥尔区。该市镇总面积13.58平方公里，2009年时的人口为465人。

## 历史
圣热里-韦尔成立于2017年1月1日，由圣热里和韦尔两个市镇合并而成，其中圣热里为政府驻地。